# 당신의 영원한 친구 해리
당신의 영원한 친구 해리(Harry, Un Ami Qui Vous Veut Du Bien, With A Friend Like Harry...)는 프랑스에서 제작된 도미니크 몰 감독의 2000년 영화이다. 로랑 뤼카스 등이 주연으로 출연하였고 미셀 세인트-진 등이 제작에 참여하였다.

## 출연

### 주연
- 로랑 뤼카스
- 세르지 로페즈

### 조연
- 마틸드 세이그너
- 소피 귀레민

## 제작진
- 미술: 미셀 바틀레미
- 의상: 비르지니 몬텔
- 배역: 안토니에트 불라